# About a Boy (film)
About a Boy is een Engelse film uit 2002, geregisseerd door de broers Chris Weitz en Paul Weitz. Het is gebaseerd op het gelijknamige boek van Nick Hornby. De hoofdrollen in de film worden vertolkt door Hugh Grant, Nicholas Hoult, Toni Collette en Rachel Weisz. De soundtrack is van Badly Drawn Boy.

## Verhaal
Om een leuke vrouw te vinden gaat rokkenjager Will Freeman (Hugh Grant) naar een alleenstaande-oudervergadering. Dit terwijl hij zelf helemaal geen kind heeft. Hij voelt er namelijk niets voor om voor iemand anders dan zichzelf te moeten zorgen.
Op de bijeenkomst ontmoet hij een vrouw en spreekt met haar af om naar het park te gaan met de kinderen. Om te verhullen dat hij zelf geen kind heeft, verzint hij dat hij een zoon, genaamd Ned, heeft. Deze vrouw past op Marcus, de zoon van een vriendin van haar. Als ze terugkomen blijkt de moeder van Marcus een poging tot zelfmoord te hebben gedaan. Ze brengen haar snel naar het ziekenhuis en ze haalt het.
De onverbeterlijke Will vraagt later aan Marcus om zijn zoon te spelen om voor een andere vrouw interessant te lijken. Will begint al doende om Marcus te geven en dat verandert zijn kijk op het leven.

## Rolverdeling
| Acteur             | Personage     |
| ------------------ | ------------- |
| Hugh Grant         | Will Freeman  |
| Nicholas Hoult     | Marcus Brewer |
| Sharon Small       | Christine     |
| Madison Cook       | Imogen        |
| Jordan Cook        | Imogen        |
| Nicholas Hutchison | John          |
| Ryan Speechley     | Barney        |
| Joseph Speechley   | Barney        |
| Toni Collette      | Fiona Brewer  |
| Natalia Tena       | Ellie         |
| Rachel Weisz       | Rachel        |